# Антонін Барак
Антонін Барак (чеськ. Antonín Barák; нар. 3 грудня 1994, Пржибрам) — чеський футболіст, півзахисник, нападник турецького клубу «Касимпаша» і національної збірної Чехії.

## Клубна кар'єра
Народився 3 грудня 1994 року в місті Пржибрам. Вихованець футбольної школи клубу «Пржибрам». Дорослу футбольну кар'єру розпочав 2013 року в основній команді того ж клубу, в якій провів три сезони, взявши участь у 13 матчах чемпіонату.
Своєю грою за цю команду привернув увагу представників тренерського штабу клубу «Граффін Влашим», до складу якого приєднався 2014 року. Відіграв за клуб наступний сезон своєї ігрової кар'єри. Більшість часу, проведеного у його складі був основним гравцем команди.
На початку 2016 року перейшов до празької «Славії», а наступного сезону став у її складі чемпіоном країни.
Влітку 2017 року за 3 мільйони євро став гравцем італійського «Удінезе». Протягом свого першого сезону в Італії був основним грвцем команди з Удіне, але значну частину наступного сезону був змушений пропустити через проблеми з попереком. Так і не повернувши собі місце в «основі» «Удінезе», першу половину 2020 року провів в оренді в «Лечче», якому не зумів допомогти зберегти прописку в Серії A.
17 вересня 2020 року приєднався до «Верони» на основі орендної умови, що передбачає зобов'язання з викупу контракту гравця при досягненні ним певних ігрових результатів у період оренди. Після досить успішного сезону 2020/21 клуб уклав повноцінний контракт з чехом, сплативши за його трансфер 6 мільйонів євро.
У серпні 2022 року на умовах оренди до кінця сезону 2022/23 перейшов до «Фіорентини». 31 січня 2023 року «Фіорентина» викупила контракт гравця.
7 вересня 2024 року на правах оренди чех перейшов до турецького клубу «Касимпаша».

## Виступи за збірні
2012 року дебютував у складі юнацької збірної Чехії, взяв участь в одній грі на юнацькому рівні.
Протягом 2014–2016 років залучався до складу молодіжної збірної Чехії. На молодіжному рівні зіграв у 7 офіційних матчах, забив 1 гол.
2016 року дебютував в офіційних матчах у складі національної збірної Чехії. У першій же грі за збірну відкрив лік забитим у її складі голам, вразивши ворота збірної Данії. Згодом продовжив регулярно забивати, відзначившись п'ятим голом у формі збірної вже у своїй сьомій грі.
У складі національної збірної виступав на Євро-2020 та Євро-2024.
| Дата       | Місто           | Господарі   | Результат  | Гості              | Турнір                               | Голи | Примітки |
| ---------- | --------------- | ----------- | ---------- | ------------------ | ------------------------------------ | ---- | -------- |
| 15-11-2016 | Млада Болеслав  | Чехія       | 1 – 1      | Данія              | товариський матч                     | 1    | 81'      |
| 22-3-2017  | Усті-над-Лабем  | Чехія       | 3 – 0      | Литва              | товариський матч                     | -    | 46'      |
| 26-3-2017  | Серраваллє      | Сан-Марино  | 0 – 6      | Чехія              | Відбір до ЧС 2018                    | 2    | 75'      |
| 5-10-2017  | Баку            | Азербайджан | 1 – 2      | Чехія              | Відбір до ЧС 2018                    | 1    | 57'      |
| 8-10-2017  | Плзень          | Чехія       | 5 – 0      | Сан-Марино         | Відбір до ЧС 2018                    | -    | 70'      |
| 8-11-2017  | Доха            | Ісландія    | 1 – 2      | Чехія              | товариський матч                     | -    | 87'      |
| 11-11-2017 | Доха            | Катар       | 0 – 1      | Чехія              | товариський матч                     | 1    | 63'      |
| 23-3-2018  | Наньнін         | Уругвай     | 2 – 0      | Чехія              | товариський матч                     | -    |          |
| 26-3-2018  | Наньнін         | КНР         | 1 – 4      | Чехія              | товариський матч                     | -    |          |
| 1-6-2018   | Санкт-Пельтен   | Австралія   | 4 – 0      | Чехія              | товариський матч                     | -    | 57'      |
| 6-6-2018   | Швехат          | Нігерія     | 0 – 1      | Чехія              | товариський матч                     | -    |          |
| 16-10-2018 | Київ            | Україна     | 1 – 0      | Чехія              | Ліга націй УЄФА 2018-2019 - 1-й етап | -    |          |
| 7-10-2020  | Ларнака         | Кіпр        | 1 – 2      | Чехія              | товариський матч                     | -    |          |
| 11-11-2020 | Берлін          | Німеччина   | 1 – 0      | Чехія              | товариський матч                     | -    | 46'      |
| 18-11-2020 | Пльзень         | Чехія       | 2 – 0      | Словаччина         | Ліга націй УЄФА 2020-2021 - 1-й етап | -    | 88'      |
| 24-3-2021  | Люблін          | Естонія     | 2 – 6      | Чехія              | Відбір до ЧС 2022                    | 1    | 65'      |
| 27-3-2021  | Прага           | Чехія       | 1 – 1      | Бельгія            | Відбір до ЧС 2022                    | -    | 78'      |
| 30-3-2021  | Кардіфф         | Уельс       | 1 – 0      | Чехія              | Відбір до ЧС 2022                    | -    | 87'      |
| 4-6-2021   | Болонья         | Італія      | 4 – 0      | Чехія              | товариський матч                     | -    | 46'      |
| 8-6-2021   | Прага           | Чехія       | 3 – 1      | Албанія            | товариський матч                     | -    | 74'      |
| 18-6-2021  | Глазго          | Хорватія    | 1 – 1      | Чехія              | ЧЄ 2020 - 1-й етап                   | -    | 87'      |
| 27-6-2021  | Будапешт        | Нідерланди  | 0 – 2      | Чехія              | ЧЄ 2020 - 1/8 фіналу                 | -    | 90+2'    |
| 3-7-2021   | Баку            | Чехія       | 1 – 2      | Данія              | ЧЄ 2020 - чвертьфінал                | -    |          |
| 2-9-2021   | Острава         | Чехія       | 1 – 0      | Білорусь           | Відбір до ЧС 2022                    | 1    | 90+4'    |
| 5-9-2021   | Брюссель        | Бельгія     | 3 – 0      | Чехія              | Відбір до ЧС 2022                    | -    | 21' 77'  |
| 8-9-2021   | Пльзень         | Чехія       | 1 – 1      | Україна            | товариський матч                     | -    | 61'      |
| 8-10-2021  | Прага           | Чехія       | 2 – 2      | Уельс              | Відбір до ЧС 2022                    | -    | 26' 76'  |
| 11-11-2021 | Оломоуць        | Чехія       | 7 – 0      | Кувейт             | товариський матч                     | 1    | 72'      |
| 16-11-2021 | Прага           | Чехія       | 2 – 0      | Естонія            | Відбір до ЧС 2022                    | -    |          |
| 24-3-2022  | Стокгольм       | Швеція      | 1 – 0 д.ч. | Чехія              | Відбір до ЧС 2022                    | -    | 90+2'    |
| 29-3-2022  | Кардіфф         | Уельс       | 1 – 1      | Чехія              | товариський матч                     | -    | 63'      |
| 24-9-2022  | Прага           | Чехія       | 0 – 4      | Португалія         | Ліга націй УЄФА 2022-2023 - 1-й етап | -    | 63'      |
| 27-9-2022  | Санкт-Галлен    | Швейцарія   | 2 – 1      | Чехія              | Ліга націй УЄФА 2022-2023 - 1-й етап | -    | 64'      |
| 16-11-2022 | Оломоуць        | Чехія       | 5 – 0      | Фарерські острови  | товариський матч                     | -    | 77'      |
| 19-11-2022 | Газіантеп       | Туреччина   | 2 – 1      | Чехія              | товариський матч                     | -    | 85'      |
| 24-3-2023  | Прага           | Чехія       | 3 – 1      | Польща             | Відбір до ЧЄ 2024                    | -    | 71'      |
| 27-3-2023  | Кишинів         | Молдова     | 0 – 0      | Чехія              | Відбір до ЧЄ 2024                    | -    | 73'      |
| 22-3-2024  | Осло            | Норвегія    | 1 – 2      | Чехія              | товариський матч                     | 1    | 61'      |
| 26-3-2024  | Прага           | Чехія       | 2 – 1      | Вірменія           | товариський матч                     | -    | 73'      |
| 7-6-2024   | Гредіг          | Чехія       | 7 – 1      | Мальта             | товариський матч                     | 1    | кап. 46' |
| 10-6-2024  | Градець-Кралове | Чехія       | 2 – 1      | Північна Македонія | товариський матч                     | 1    | 72'      |
| 18-6-2024  | Лейпциг         | Португалія  | 2 – 1      | Чехія              | ЧЄ 2024 - 1-й етап                   | -    | 79'      |
| 22-6-2024  | Гамбург         | Грузія      | 1 – 1      | Чехія              | ЧЄ 2024 - 1-й етап                   | -    | 81'      |
| 26-6-2024  | Гамбург         | Чехія       | 1 – 2      | Туреччина          | ЧЄ 2024 - 1-й етап                   | -    | 11', 20' |
| Усього     |                 | Матчів      | 44         |                    | Голів                                | 11   |          |

## Титули і досягнення
- Чемпіон Чехії (1):

«Славія»: 2016–2017